# Sobór Wniebowstąpienia Pańskiego w Jelcu

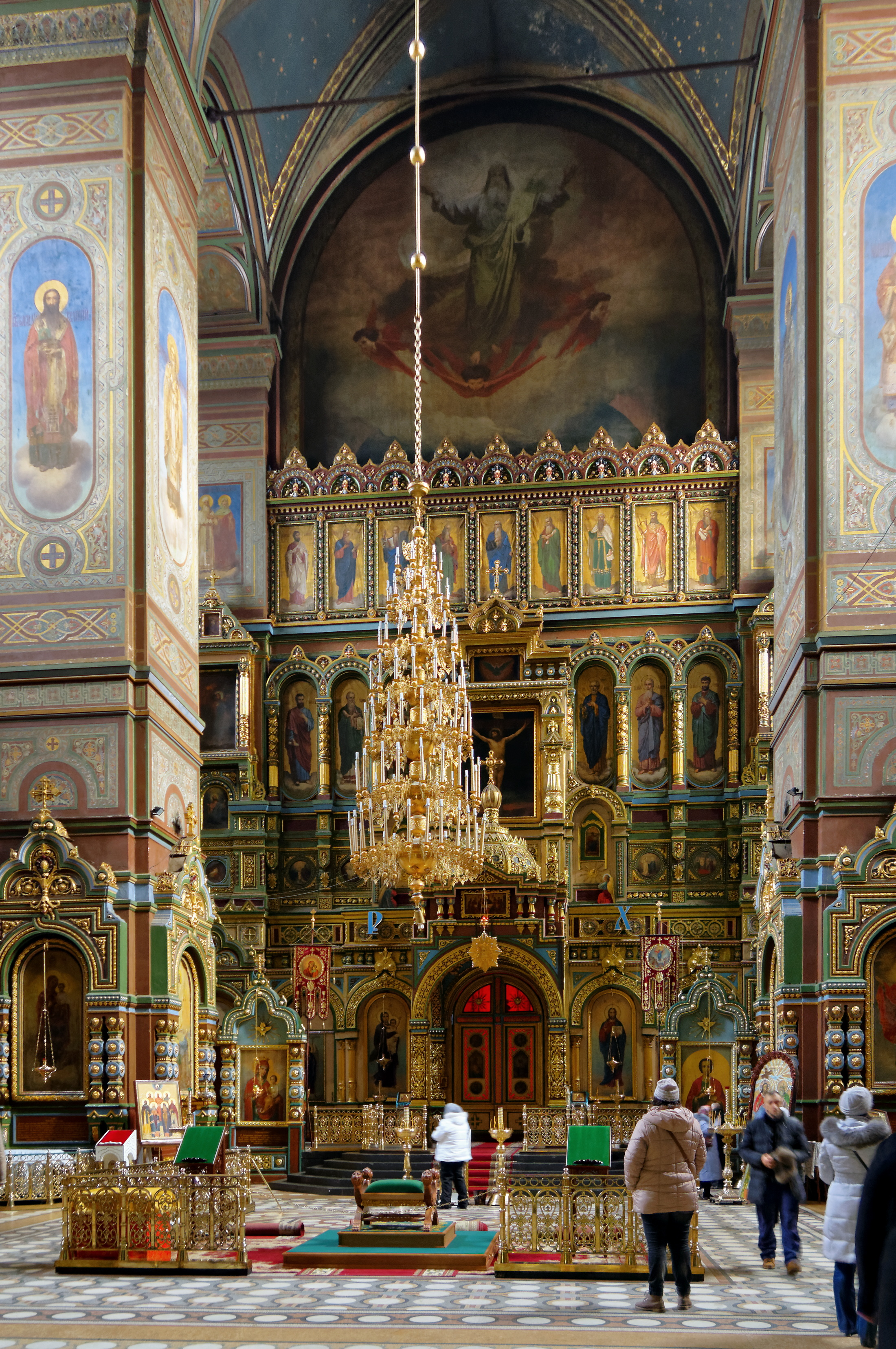
Ikonostas

Sobór Wniebowstąpienia Pańskiego – prawosławny sobór w Jelcu, katedra eparchii jeleckiej Rosyjskiego Kościoła Prawosławnego.
Sobór został wzniesiony na miejsce starszej świątyni, posiadającej tę samą rangę, z dwoma ołtarzami – św. Mikołaja oraz św. Dymitra z Rostowa. Obiekt ten powstał w 1745, lecz już po kilkudziesięciu latach od zakończenia budowy okazał się za mały na potrzeby miejscowych wiernych. Zbiórkę funduszy na budowę nowego soboru rozpoczęto w 1800, jednak dopiero w 1841 został opracowany jako projekt. Jego autorem był architekt eparchii charkowskiej, Daniłow, który przygotował projekt w stylu klasycystycznym, z elementami typowymi dla sakralnego budownictwa rosyjskiego. Rok później Świątobliwy Synod Rządzący odrzucił jednak opisywany plan, toteż fundatorzy świątyni zwrócili się z prośbą o opracowanie nowego do akademika Konstantina Thona, autora m.in. projektu moskiewskiego soboru Chrystusa Zbawiciela.
Sobór został wzniesiony w stylu bizantyjsko-rosyjskim. Prace budowlane nad obiektem rozpoczęto w 1844, pierwotnie ich zakończenie zaplanowano na rok 1845, jednak ostatecznie prace uległy znacznemu opóźnieniu. Główne prace budowlane zakończono w 1873, jednak dopiero w 1889 całkowicie gotowa świątynia została oddana do użytku liturgicznego. Nie oznaczało to przy tym realizacji całego projektu Thona – oprócz głównej bryły budowli zakładał on także wzniesienie wolno stojącej 80-metrowej dzwonnicy, która ostatecznie nigdy nie powstała. We wnętrzu soboru znajdował się trzyrzędowy ikonostas ze złoconego drewna wykonany przez Lebiediewa według projektu Aleksandra Kaminskiego. Ikony dla ikonostasu oraz freski we wnętrzu świątyni wykonali moskiewski malarz Kławdij Lebiediew oraz akademik Aleksiej Korzuchin. Sobór pozostawał czynny do 1934, gdy został zamknięty i zdewastowany. Znajdujące się w nim ikony zostały na miejscu spalone. W świątyni rozmieszczony został magazyn zbożowy. Zniszczony obiekt władze radzieckie zwróciły parafii prawosławnej w 1947, od tego czasu jest nieprzerwanie czynny.
Jest to jedna z największych cerkwi w Rosji – jej wymiary to 84 metry długości, 74 m szerokości i 74 m wysokości (licząc z krzyżem wieńczącym konstrukcję). Uważany jest za jedno z najlepszych dzieł Thona.